# Brady Corbet
Brady James Monson Corbet, lepiej znany jako Brady Corbet (ur. 17 sierpnia 1988 w Scottsdale) – amerykański aktor, scenarzysta i reżyser filmowy.
Laureat Srebrnego Lwa na 81. Międzynarodowym Festiwalu Filmowym w Wenecji i Złotego Globu dla najlepszego reżysera.

## Kariera
Swoją karierę aktorską rozpoczął w wieku jedenastu lat, pojawiając się gościnnie w kwietniu 2000 roku w jednym z odcinków serialu CBS Diabli nadali (The King of Queens). Zajął się także dubbingiem, użyczył głosu w angielskiej wersji animowanych seriali japońskich NieA_7 czy Ai Mai Mi! Sutoroberī Eggu? (2001). W maju 2002 roku wystąpił gościnnie w jednym z odcinków sitcomu The WB Pozdrowienia z Tucson (Greetings from Tucson). Pojawił się także w maju 2003 roku w odcinku serialu stacji Fox Oliver i przyjaciele (Oliver Beene).
Na dużym ekranie zadebiutował w dramacie autobiograficznym Catherine Hardwicke Trzynastka (Thirteen, 2003) u boku Holly Hunter, Evan Rachel Wood, Nikki Reed, Vanessy Hudgens i Jeremy’ego Sisto. W brytyjsko-amerykańsko-francuskim filmie przygodowym sci-fi Jonathana Frakesa Thunderbirds (2004) zagrał Alana Tracy, najmłodszego syna miliardera i byłego astronauty (w tej roli Bill Paxton).
Corbet pojawił się również w teledysku "At The Bottom Of Everything" (2005) zespołu Bright Eyes. W październiku 2006 roku wziął udział w wideoklipie "Lovers in Captivity" Ima Robot, który został wyprodukowany przez niezależną wytwórnię Virgin Records i znalazł się w magazynie Out.
W serialu Fox 24 godziny (24, 2006) wcielił się w postać Dereka Huxleya, syna Jacka Bauera (Kiefer Sutherland). W 2008 roku odebrał nagrodę Young Hollywood Award za występ w filmie Michaela Haneke Funny Games U.S.. Z kolei na Sundance Film Festival 2009 otrzymał nagrodę honorową za realizację filmu krótkometrażowego Protect You + Me. (2009).
Na planie filmu The Sleepwalker (2014) związał się z norweską reżyserką Moną Fastvold, z którą ma córkę (ur. 2014).
Zasiadał w jury konkursu głównego na 74. MFF w Berlinie (2024).

## Filmografia

### obsada aktorska

#### filmy fabularne
| Rok  | Film                                                | Rola                           | Reżyser                |
| ---- | --------------------------------------------------- | ------------------------------ | ---------------------- |
| 2003 | Trzynastka (Thirteen)                               | Mason Freeland                 | Catherine Hardwicke    |
| 2004 | Zły dotyk                                           | Brian                          | Gregg Araki            |
| 2004 | Thunderbirds                                        | Alan Tracy                     | Jonathan Frakes        |
| 2008 | Funny Games U.S.                                    | Peter                          | Michael Haneke         |
| 2010 | Dwie bramy snu (Two Gates of Sleep)                 | Jack                           | Alistair Banks Griffin |
| 2011 | Martha Marcy May Marlene                            | Watts                          | Sean Durkin            |
| 2011 | Melancholia                                         | Tim                            | Lars von Trier         |
| 2012 | Simon zabójca (Simon Killer)                        | Simon                          | Antonio Campos         |
| 2014 | Sils Maria (Clouds of Sils Maria)                   | Piers Roaldson                 | Olivier Assayas        |
| 2014 | Eden                                                | Larry                          | Mia Hansen-Løve        |
| 2014 | Turysta (Force Majeure)                             | Brady                          | Ruben Östlund          |
| 2014 | Saint Laurent                                       | inwestor amerykański           | Bertrand Bonello       |
| 2014 | The Sleepwalker                                     | Ira                            | Mona Fastvold          |
| 2014 | Ta nasza młodość (While We're Young)                | Kent                           | Noah Baumbach          |
| 2014 | Escobar: Historia nieznana (Escobar: Paradise Lost) | Dylan Brady                    | Andrea Di Stefano      |
| 2014 | Portret artysty (Le dos rouge)                      | widz                           | Antoine Barraud        |
| 2014 | Fru! (Gus, petit oiseau, grand voyage)              | Willy (głos; angielska wersja) | Christian De Vita      |

#### TV
| Rok  | Film                                | Rola             | Uwagi                        |
| ---- | ----------------------------------- | ---------------- | ---------------------------- |
| 2000 | Diabli nadali (The King of Queens)  | Stu              | odc.: "Big Dougie"           |
| 2003 | Oliver i przyjaciele (Oliver Beene) | Spencer          | odc.: "Oliver's Best Friend" |
| 2003 | Greetings from Tucson               | Brian            | odc.: "Eegee's vs. Hardee's" |
| 2006 | 24 godziny (24)                     | Derek Huxley     | 6 odcinków                   |
| 2008 | Prawo i porządek (Law & Order)      | Patrick Friendly | odc.: "Lost Boys"            |
| 2014 | Olive Kitteridge                    | Henry Thibodeau  | miniserial HBO; 2 odcinki    |

### filmowiec
| Rok  | Tytuł                                         | Funkcja                         |
| ---- | --------------------------------------------- | ------------------------------- |
| 2008 | Protect You + Me. (film krótkometrażowy)      | reżyser, scenarzysta            |
| 2010 | Two Gates of Sleep                            | montażysta                      |
| 2012 | Simon zabójca (Simon Killer)                  | scenarzysta                     |
| 2013 | All That I Am                                 | montażysta                      |
| 2014 | The Sleepwalker                               | scenarzysta                     |
| 2015 | Dzieciństwo wodza (The Childhood of a Leader) | reżyser, scenarzysta, producent |
| 2018 | Vox Lux                                       | reżyser, scenarzysta            |
| 2024 | The Brutalist                                 | reżyser, scenarzysta, producent |

## Nominacje i nagrody

### MFF w Toronto
- 2018: Nagroda Festiwalowa w sekcji 'Prezentacje Specjalne' ('Special Presentations') – Udział w sekcji za  Vox Lux (2018)[10]

### MFF w Wenecji
- 2018: Złoty Lew – Udział w konkursie głównym za Vox Lux (2018)[10]
- 2015: Konkurs 'Horyzonty' - Udział w konkursie 'Horyzonty' za  Dzieciństwo wodza (2015)[10]
- 2015: Lew Jutra – Nagroda im. Luigiego de Laurentiisa dla najlepszego filmu debiutanta za Dzieciństwo wodza (2015)[10]
- 2015: Konkurs 'Horyzonty' - Najlepszy reżyser za  Dzieciństwo wodza (2015)[10]

### Film Independent
- 2017: Independent Spirit – Najlepszy film debiutancki za Dzieciństwo wodza (2015)[10]

### Gotham
- 2011: Nagroda Gotham – Najlepsza obsada za Martha Marcy May Marlene (2011)[10]